# Copa do Brasil 2008
Der Copa do Brasil 2008 war die 20. Austragung dieses nationalen Fußball-Pokal-Wettbewerbs in Brasilien. Die Copa wurde vom Brasilianischen Sportverband, dem CBF, ausgerichtet. Der Pokalsieger war als Teilnehmer an der Copa Libertadores 2009 qualifiziert.

## Saisonverlauf
Der Wettbewerb startete am 13. Februar 2008 in seine Saison und endete am 11. Juni 2008. Am Ende der Saison wurde der Sport Recife der 12. Titelträger. Torschützenkönige wurden Edmundo von CR Vasco da Gama, Romerito vom Sport Recife mit je 6 Treffern.
Höchste Siege
- Palmas FR – Atlético Mineiro: 0:7 (27. Februar 2009 – 1. Runde Hinspiel)

## Teilnehmer
Das Teilnehmerfeld bestand aus den 10 besten Klubs aus dem CBF Ranking aus 2007. Die weiteren 54 Teilnehmer ergaben sich aus den Fußballmeisterschaften der Bundesstaaten von Brasilien 2007 oder deren Pokalwettbewerben.
Die fünf Teilnehmer an der Copa Libertadores 2008 nahmen nicht an dem Wettbewerb teil. Dieses waren der CR Flamengo (CBF – 3.), FC São Paulo (CBF - 5.), Cruzeiro EC (CBF – 9.), FC Santos (CBF – 10.) und Fluminense FC (CBF – 11.).
Aus dem Teilnehmerfeld aus den Staatsmeisterschaften qualifizierten sich sieben Teams aus dem CBF Ranking. Dieses waren Grêmio FBPA (CBF – 1.), Atlético Mineiro (CBF - 6), Botafogo FR (CBF – 12.), Goiás EC (CBF – 14.), Sport Recife (CBF – 16.), EC Bahia (CBF – 16.) und EC Vitória (CBF – 20.).
Die freien Plätze im Ranking wurden durch die nachfolgenden Klubs belegt.
Imperatriz verlor das Endspiel der Staatsmeisterschaft von Maranhão und qualifizierte sich für den Pokalwettbewerb als Zweitplatzierter. Am 21. Dezember 2007 erklärte der Vernabnd Maranhão den Bacabal EC zum Vizemeister, da die staatlichen Meisterschaftsregeln vorsahen, dass die Plätze ab dem Zweiten aus der Gesamtsumme der gewonnenen Punkte ermittelt werden sollte. Der CBF folgte dieser Entscheidung und verlieh Bacabal am 15. Januar 2008 den ursprünglichen Startplatz von Maranhão. Das oberste Sportgericht des CBF machte am 14. Februar 2008 diese Entscheidung rückgängig und stand Imperatriz den Startplatz im Wettbewerb zu.

### Teilnehmer CBF Ranking
| Bundesstaat | Klub                               | Platz |
| ----------- | ---------------------------------- | ----- |
| SP          | SC Corinthians                     | 2.    |
| RJ          | CR Vasco da Gama                   | 3.    |
| SP          | SE Palmeiras                       | 7.    |
| RS          | SC Internacional                   | 8.    |
| SP          | Guarani FC                         | 13.   |
| PR          | Coritiba FC                        | 15.   |
| SP          | Associação Portuguesa de Desportos | 17.   |
| PR          | Athletico Paranaense               | 19.   |
| PE          | Santa Cruz FC                      | 21.   |
| PE          | Náutico Capibaribe                 | 22.   |

### Teilnehmer Staatsmeisterschaften
| Bundesstaat         | Klub                     | Qualifizierung          |
| ------------------- | ------------------------ | ----------------------- |
| Acre                | Rio Branco FC (AC)       | Staatsmeister 2007      |
| Alagoas             | AA Coruripe              | Staatsmeister 2007      |
| Alagoas             | SC Corinthians Alagoano  | Vize-Staatsmeister 2007 |
| Amapá               | Trem DC                  | Staatsmeister 2007      |
| Amazonas            | Nacional FC (AM)         | Staatsmeister 2007      |
| Amazonas            | Nacional Fast Clube      | Vize-Staatsmeister 2007 |
| Bahia               | EC Vitória               | Staatsmeister 2007      |
| Bahia               | EC Bahia                 | Vize-Staatsmeister 2007 |
| Brasília            | Brasiliense FC           | Staatsmeister 2007      |
| Brasília            | CE Guará                 | Vize-Staatsmeister 2007 |
| Ceará               | Fortaleza EC             | Staatsmeister 2007      |
| Ceará               | ADRC Icasa               | Vize-Staatsmeister 2007 |
| Espírito Santo      | Linhares FC              | Staatsmeister 2007      |
| Espírito Santo      | Associação Jaguaré EC    | Staatspokal Sieger 2007 |
| Goiás               | Atlético Goianiense      | Staatsmeister 2007      |
| Goiás               | Goiás EC                 | Vize-Staatsmeister 2007 |
| Maranhão            | Maranhão AC              | Staatsmeister 2007      |
| Maranhão            | Imperatriz               | Vize-Staatsmeister 2007 |
| Mato Grosso         | Cacerense EC             | Staatsmeister 2007      |
| Mato Grosso         | Grêmio Esportivo Jaciara | Vize-Staatsmeister 2007 |
| Mato Grosso do Sul  | EC Águia Negra           | Staatsmeister 2007      |
| Mato Grosso do Sul  | CE Nova Esperança        | Vize-Staatsmeister 2007 |
| Minas Gerais        | Atlético Mineiro         | Staatsmeister 2007      |
| Minas Gerais        | EC Democrata             | 3. Staatsmeister 2007   |
| Minas Gerais        | Ituiutaba EC             | Staatspokal Sieger 2007 |
| Pará                | Clube do Remo            | Staatsmeister 2007      |
| Pará                | Tuna Luso Brasileira     | Vize-Staatsmeister 2007 |
| Paraíba             | Nacional AC (Patos)      | Staatsmeister 2007      |
| Paraíba             | Sousa EC                 | 3. Staatsmeister 2007   |
| Paraná              | AC Paranavaí             | Staatsmeister 2007      |
| Paraná              | Paraná Clube             | Vize-Staatsmeister 2007 |
| Paraná              | Roma Esporte Apucarana   | Staatspokal Sieger 2007 |
| Pernambuco          | Sport Recife             | Staatsmeister 2007      |
| Pernambuco          | Central SC               | Vize-Staatsmeister 2007 |
| Piauí               | Ríver AC                 | Staatsmeister 2007      |
| Piauí               | Barras FC                | Staatspokal Sieger 2007 |
| Rio de Janeiro      | Botafogo FR              | Vize-Staatsmeister 2007 |
| Rio de Janeiro      | Madureira EC             | 3. Staatsmeister 2007   |
| Rio de Janeiro      | Volta Redonda FC         | Staatspokal Sieger 2007 |
| Rio Grande do Norte | ABC Natal                | Staatsmeister 2007      |
| Rio Grande do Norte | ACEC Baraúnas            | Sieger Staatspokal 2007 |
| Rio Grande do Sul   | Grêmio FBPA              | 3. Staatsmeister 2007   |
| Rio Grande do Sul   | EC Juventude             | 4. Staatsmeister 2007   |
| Rio Grande do Sul   | SC Ulbra                 | 2. Staatspokal 2007     |
| Rondônia            | SC Ulbra Ji-Paraná       | Staatsmeister 2007      |
| Roraima             | Atlético Roraima         | Staatsmeister 2007      |
| Santa Catarina      | Chapecoense              | Staatsmeister 2007      |
| Santa Catarina      | Criciúma EC              | Vize-Staatsmeister 2007 |
| São Paulo           | AD São Caetano           | 2. Staatsmeister 2007   |
| São Paulo           | CA Bragantino            | 4. Staatsmeister 2007   |
| São Paulo           | CA Juventus              | Sieger Staatspokal 2007 |
| Sergipe             | América FC (SE)          | Staatsmeister 2007      |
| Sergipe             | AO Itabaiana             | Sieger Staatspokal 2007 |
| Tocantins           | Palmas FR                | Staatsmeister 2007      |

## Modus
Der Modus bestand aus einem K.-o.-System. Für die ersten beiden Runden bestand die Regelung, dass wenn eine Mannschaft in einem Auswärts-Hinspiel mit mindestens zwei Toren unterschied gewinnt, es kein Rückspiel gibt.	
Es zählte das Torverhältnis. Bei Gleichheit wurde die Auswärtstorregel angewandt. Stand nach heranziehen dieser kein Sieger fest, wurde dieser im Elfmeterschießen ermittelt.

## Turnierverlauf

### 1. Runde
Im Hinrundenspiel der Partie Maranhão AC gegen AD São Caetano am 13. Februar 2008, wurden durch Maranhão acht Spieler irregulär eingesetzt. Der Klub wurde daraufhin disqualifiziert. Das Rückspiel fand nicht mehr statt und der São Caetano zog in die zweite Runde ein.
|                          | Gesamt          |                      | Hinspiel | Rückspiel |
| ------------------------ | --------------- | -------------------- | -------- | --------- |
| Barras FC                | 0:6             | SC Corinthians       | 0:6      | -         |
| América FC (SE)          | 0:4             | Fortaleza EC         | 0:0      | 0:4       |
| Cacerense EC             | 1:4             | Goiás EC             | 1:4      | -         |
| Nacional Fast Clube      | 3:2             | Santa Cruz FC        | 3:1      | 0:1       |
| Grêmio Esportivo Jaciara | 0:7             | Grêmio FBPA          | 0:1      | 0:6       |
| Ituiutaba EC             | 2:3             | Atlético Goianiense  | 0:0      | 2:3       |
| Tuna Luso Brasileira     | 0:6             | Coritiba FC          | 0:0      | 0:6       |
| Maranhão AC              | 1:2             | AD São Caetano       | 1:2      | -         |
| Rio Branco FC (AC)       | 1:3             | Botafogo FR          | 1:3      | -         |
| Associação Jaguaré EC    | 3:4             | Ríver AC             | 3:2      | 0:2       |
| SC Ulbra Ji-Paraná       | 2:4             | Portuguesa           | 1:1      | 1:3       |
| Roma Esporte Apucarana   | 0:2             | Volta Redonda FC     | 0:2      | -         |
| Palmas FR                | 0:7             | Atlético Mineiro     | 0:7      | -         |
| CE Guará                 | 1:3             | Nacional FC (AM)     | 1:3      | -         |
| Atlético Roraima         | 1:7             | Náutico Capibaribe   | 1:7      | -         |
| AA Coruripe              | 5:6             | CA Juventus          | 4:1      | 1:5       |
| CE Nova Esperança        | 0:2             | SE Palmeiras         | 0:2      | -         |
| Central SC               | 2:0             | Clube do Remo        | 0:0      | 2:0       |
| Imperatriz               | 3:6             | Sport Recife         | 2:2      | 1:4       |
| SC Ulbra                 | 1:2             | Brasiliense FC       | 1:1      | 0:1       |
| Nacional AC (Patos)      | 0:4             | SC Internacional     | 0:4      | -         |
| Chapecoense              | 3:1             | Guarani FC           | 3:1      | 0:0       |
| Sousa EC                 | 1:4             | EC Vitória           | 1:4      | -         |
| Trem DC                  | 0:4             | Paraná Clube         | 0:0      | 0:4       |
| AO Itabaiana             | 2:4             | CR Vasco da Gama     | 0:1      | 2:3       |
| EC Democrata             | 4:4             | CA Bragantino        | 3:2      | 1:2       |
| ADRC Icasa               | 5:4             | EC Bahia             | 3:2      | 2:2       |
| ACEC Baraúnas            | 2:4             | Criciúma EC          | 2:2      | 0:2       |
| SC Corinthians Alagoano  | 2:2 (4:3 i. E.) | Athletico Paranaense | 1:1      | 1:1       |
| EC Águia Negra           | 1:2             | AC Paranavaí         | 3:4      | 3:3       |
| Linhares FC              | 0:0 (4:5 i. E.) | EC Juventude         | 0:0      | 0:0       |
| Madureira EC             | 2:2 (4:3 i. E.) | ABC Natal            | 1:1      | 1:1       |

### 2. Runde
|                     | Gesamt          |                         | Hinspiel | Rückspiel |
| ------------------- | --------------- | ----------------------- | -------- | --------- |
| Fortaleza EC        | 1:4             | SC Corinthians          | 1:2      | 0:2       |
| Nacional Fast Clube | 1:3             | Goiás EC                | 1:3      | -         |
| Atlético Goianiense | 3:3 (4:3 i. E.) | Grêmio FBPA             | 2:1      | 1:2       |
| AD São Caetano      | 1:0             | Coritiba FC             | 1:0      | 0:0       |
| Ríver AC            | 2:3             | Botafogo FR             | 2:1      | 0:2       |
| Volta Redonda FC    | 0:2             | Portuguesa              | 0:0      | 0:2       |
| Nacional FC (AM)    | 3:6             | Atlético Mineiro        | 2:2      | 1:4       |
| CA Juventus         | 2:3             | Náutico Capibaribe      | 2:0      | 0:3       |
| Central SC          | 1:5             | SE Palmeiras            | 1:5      | -         |
| Brasiliense FC      | 2:6             | Sport Recife            | 1:2      | 1:4       |
| Chapecoense         | 0:2             | SC Internacional        | 0:2      | -         |
| Paraná Clube        | 2:2             | EC Vitória              | 1:0      | 1:2       |
| CA Bragantino       | 3:4             | CR Vasco da Gama        | 2:2      | 1:2       |
| ADRC Icasa          | 1:6             | Criciúma EC             | 1:6      | -         |
| AC Paranavaí        | 1:5             | SC Corinthians Alagoano | 0:1      | 1:4       |
| Madureira EC        | 0:3             | EC Juventude            | 0:3      | -         |

### Turnierplan ab Achtelfinale
|  | Achtelfinale         | Achtelfinale     | Achtelfinale |                |   | Viertelfinale | Viertelfinale | Viertelfinale |  |  | Halbfinale | Halbfinale | Halbfinale |  |  | Finale | Finale | Finale |
|  |                      |                  |              |                |   |               |               |               |  |  |            |            |            |  |  |        |        |        |
|  | Goiás EC             | 3                | 0            |                |   |               |               |               |  |  |            |            |            |  |  |        |        |        |
|  | SC Corinthians       | 1                | 4            |                |   |               |               |               |  |  |            |            |            |  |  |        |        |        |
|  | SC Corinthians       | 1                | 4            | SC Corinthians | 2 | 3             |               |               |  |  |            |            |            |  |  |        |        |        |
|  |                      |                  |              | SC Corinthians | 2 | 3             |               |               |  |  |            |            |            |  |  |        |        |        |
|  |                      | AD São Caetano   | 1            | 1              |   |               |               |               |  |  |            |            |            |  |  |        |        |        |
|  | AD São Caetano       | AD São Caetano   | 1            | 1              | 2 | 2             |               |               |  |  |            |            |            |  |  |        |        |        |
|  | AD São Caetano       |                  |              |                | 2 | 2             |               |               |  |  |            |            |            |  |  |        |        |        |
|  | Atlético Goianiense  | 1                | 1            |                |   |               |               |               |  |  |            |            |            |  |  |        |        |        |
|  | Atlético Goianiense  | 1                | 1            | SC Corinthians | 2 | 1             |               |               |  |  |            |            |            |  |  |        |        |        |
|  |                      |                  |              |                |   |               |               |               |  |  |            |            |            |  |  |        |        |        |
|  |                      | Botafogo FR      | 1 (5)        | 2 (4)          |   |               |               |               |  |  |            |            |            |  |  |        |        |        |
|  | Portuguesa           | Botafogo FR      | 1 (5)        | 2 (4)          | 1 | 1             |               |               |  |  |            |            |            |  |  |        |        |        |
|  | Portuguesa           |                  |              |                | 1 | 1             |               |               |  |  |            |            |            |  |  |        |        |        |
|  | Botafogo FR          | 1                | 2            |                |   |               |               |               |  |  |            |            |            |  |  |        |        |        |
|  | Botafogo FR          | 1                | 2            | Botafogo FR    | 0 | 2             |               |               |  |  |            |            |            |  |  |        |        |        |
|  |                      |                  |              | Botafogo FR    | 0 | 2             |               |               |  |  |            |            |            |  |  |        |        |        |
|  |                      | Atlético Mineiro | 0            | 0              |   |               |               |               |  |  |            |            |            |  |  |        |        |        |
|  | Náutico Capibaribe   | Atlético Mineiro | 0            | 0              | 3 | 0             |               |               |  |  |            |            |            |  |  |        |        |        |
|  | Náutico Capibaribe   |                  |              |                | 3 | 0             |               |               |  |  |            |            |            |  |  |        |        |        |
|  | Atlético Mineiro     | 2                | 1            |                |   |               |               |               |  |  |            |            |            |  |  |        |        |        |
|  | Atlético Mineiro     | 2                | 1            | SC Corinthians | 3 | 0             |               |               |  |  |            |            |            |  |  |        |        |        |
|  |                      |                  |              |                |   |               |               |               |  |  |            |            |            |  |  |        |        |        |
|  |                      | Sport Recife     | 1            | 2              |   |               |               |               |  |  |            |            |            |  |  |        |        |        |
|  | SE Palmeiras         | Sport Recife     | 1            | 2              | 0 | 1             |               |               |  |  |            |            |            |  |  |        |        |        |
|  | SE Palmeiras         |                  |              |                | 0 | 1             |               |               |  |  |            |            |            |  |  |        |        |        |
|  | Sport Recife         | 0                | 4            |                |   |               |               |               |  |  |            |            |            |  |  |        |        |        |
|  | Sport Recife         | 0                | 4            | Sport Recife   | 0 | 3             |               |               |  |  |            |            |            |  |  |        |        |        |
|  |                      |                  |              | Sport Recife   | 0 | 3             |               |               |  |  |            |            |            |  |  |        |        |        |
|  |                      | SC Internacional | 1            | 1              |   |               |               |               |  |  |            |            |            |  |  |        |        |        |
|  | Paraná Clube         | SC Internacional | 1            | 1              | 2 | 1             |               |               |  |  |            |            |            |  |  |        |        |        |
|  | Paraná Clube         |                  |              |                | 2 | 1             |               |               |  |  |            |            |            |  |  |        |        |        |
|  | SC Internacional     | 0                | 5            |                |   |               |               |               |  |  |            |            |            |  |  |        |        |        |
|  | SC Internacional     | 0                | 5            | Sport Recife   | 2 | 0             |               |               |  |  |            |            |            |  |  |        |        |        |
|  |                      |                  |              |                |   |               |               |               |  |  |            |            |            |  |  |        |        |        |
|  |                      | Vasco            | 0 (5)        | 2 (4)          |   |               |               |               |  |  |            |            |            |  |  |        |        |        |
|  | Vasco                | Vasco            | 0 (5)        | 2 (4)          | 1 | 2             |               |               |  |  |            |            |            |  |  |        |        |        |
|  | Vasco                |                  |              |                | 1 | 2             |               |               |  |  |            |            |            |  |  |        |        |        |
|  | Criciúma EC          | 0                | 2            |                |   |               |               |               |  |  |            |            |            |  |  |        |        |        |
|  | Criciúma EC          | 0                | 2            | Vasco          | 5 | 3             |               |               |  |  |            |            |            |  |  |        |        |        |
|  |                      |                  |              | Vasco          | 5 | 3             |               |               |  |  |            |            |            |  |  |        |        |        |
|  |                      | SC Corinthians   | 1            | 1              |   |               |               |               |  |  |            |            |            |  |  |        |        |        |
|  | Corinthians Alagoano | SC Corinthians   | 1            | 1              |   |               |               |               |  |  |            |            |            |  |  |        |        |        |
|  |                      |                  |              |                |   |               |               |               |  |  |            |            |            |  |  |        |        |        |
|  | EC Juventude         |                  |              |                |   |               |               |               |  |  |            |            |            |  |  |        |        |        |

## Finalspiele

### Hinspiel
| SC Corinthians                                 | SC Corinthians | Sport Recife | Sport Recife |
| ---------------------------------------------- | --- | --- | ------------ |
| SC Corinthians                                 | \| 4. Juni 2008 in São Paulo (Estádio do Morumbi) \| \| Ergebnis: 3:1 (2:0) \| \| Zuschauer: 64.186 \| \| Schiedsrichter: Héber Lopes \|                                                                             | \| 4. Juni 2008 in São Paulo (Estádio do Morumbi) \| \| Ergebnis: 3:1 (2:0) \| \| Zuschauer: 64.186 \| \| Schiedsrichter: Héber Lopes \|                                                                           | Sport Recife |
| SC Corinthians                                 | Felipe, Carlos Alberto, Chicão, William, André Santos, Fabinho, Alessandro (90. Fábio Ferreira), Eduardo Ramos (Nilton), Diogo Rincón (?. Alberto Martín Acosta), Dentinho, Germán Herrera Cheftrainer: Mano Menezes | Magrão, Luisinho Netto, Durval, Igor, Dutra, Daniel Paulista, Sandro Goiano (70. Éverton), Fábio Gomes, Luciano Henrique (45. Roger), Carlinhos Bala, Leandro Machado (74. Enílton) Cheftrainer: Nelsinho Baptista | Sport Recife |
| SC Corinthians                                 | 1:0 Dentinho (18.) 2:0 Herrera (23.) 3:0 Acosta (76.) | 3:1 Enílton (23.) | Sport Recife |
| 4. Juni 2008 in São Paulo (Estádio do Morumbi) | | |              |
| Ergebnis: 3:1 (2:0)                            | | |              |
| Zuschauer: 64.186                              | | |              |
| Schiedsrichter: Héber Lopes                    | | |              |

### Rückspiel
| Sport Recife                                     | Sport Recife | Corinthians São Paulo | Corinthians São Paulo |
| ------------------------------------------------ | --- | --- | --------------------- |
| Sport Recife                                     | \| 11. Juni 2008 in Recife (Estádio Ilha do Retiro) \| \| Ergebnis: 2:0 (2:0) \| \| Zuschauer: 34.885 \| \| Schiedsrichter: Alício Pena Júnior \|                                                    | \| 11. Juni 2008 in Recife (Estádio Ilha do Retiro) \| \| Ergebnis: 2:0 (2:0) \| \| Zuschauer: 34.885 \| \| Schiedsrichter: Alício Pena Júnior \|                                                                           | Corinthians São Paulo |
| Sport Recife                                     | Magrão, Diogo, Durval, Igor, Dutra, Daniel Paulista, Sandro Goiano, Kássio (25. Enílton), Luciano Henrique (76. Éverton), Carlinhos Bala, Leandro Machado (45. Roger) Cheftrainer: Nelsinho Baptista | Felipe, Carlos Alberto (45. Lulinha), Chicão, William, André Santos, Fabinho, Alessandro, Eduardo Ramos, Diogo Rincón (45. Alberto Martín Acosta), Dentinho (71. Wellington Saci), Germán Herrera Cheftrainer: Mano Menezes | Corinthians São Paulo |
| Sport Recife                                     | 1:0 Carlinhos Bala (34.) 2:0 Luciano Henrique (37.) | | Corinthians São Paulo |
| Sport Recife                                     | Durval | Herrera | Corinthians São Paulo |
| Sport Recife                                     | Wellington Saci (72.), William (90.) | | Corinthians São Paulo |
| 11. Juni 2008 in Recife (Estádio Ilha do Retiro) | | |                       |
| Ergebnis: 2:0 (2:0)                              | | |                       |
| Zuschauer: 34.885                                | | |                       |
| Schiedsrichter: Alício Pena Júnior               | | |                       |

## Die Meistermannschaft
| 1. | Sport Recife |
|    | - Tor: Magrão, Saulo, Cléber, Jeferson - Abwehr: Richard Salinas, Possato, Gustavo Caiche, Diogo Silva, Airton, Cássio Lopes, César Lucena, Durval, Elias Silva, Gabriel Santos, Nerylon, Márcio Goiano, Cristiano, Bruno Paraíba, Luisinho Netto, Igor, Dutra, Sidny - Mittelfeld: Bia, Júnior Maranhão, Diogo, Peter, Fábio Gomes, Sandro Goiano, Kássio, Moacir, Dudé, Francisco Alex, Felipe Manoel, Advaldo, Éverton, Fumagalli, Amaral, Luciano Henrique, Daniel Paulista, Juninho - Angriff: Leandro Machado, Carlinhos Bala, Roger, Reginaldo, França, Italo, Lúcio Curió, Everton, Allan, Romerito, Enílton, Flávio Caça-Rato, Nino Baiano, Jadílson, Ciro, Joélson |

## Torschützenliste
| Pl. | Nat.        | Spieler             | Verein               | Tore   |
| --- | ----------- | ------------------- | -------------------- | ------ |
| 1   | Brasilianer | Edmundo             | Vasco da Gama        | 6 Tore |
| 1   | Brasilianer | Romerito            | Sport Recife         | 6 Tore |
| 2   | Brasilianer | Wellington Paulista | Botafogo FR          | 5 Tore |
| 2   | Brasilianer | Germán Herrera      | SC Corinthians       | 5 Tore |
| 2   | Brasilianer | Reinaldo Alagoano   | Corinthians Alagoano | 5 Tore |

## Zuschauer
Das Spiel zwischen EC Juventude und Linhares FC am 27. Februar 2009 im Rückspiel der ersten Runde fand unter Ausschluss des Publikums statt.

### Meistbesuchte Spiele
| Pl. | Anzahl | Heim             | Ergebnis | Gast           | Stadion  | Datum          | Spieltag               |
| --- | ------ | ---------------- | -------- | -------------- | -------- | -------------- | ---------------------- |
| 1   | 61.871 | SC Corinthians   | 3:1      | Sport Recife   | Morumbi  | 4. Juni 2008   | Finale Hinspiel        |
| 2   | 61.752 | SC Corinthians   | 2:1      | Botafogo FR    | Morumbi  | 28. Mai 2008   | Halbfinale Rückspiel   |
| 3   | 50.773 | SC Corinthians   | 4:0      | Goiás EC       | Morumbi  | 30. April 2008 | Achtelfinale Rückspiel |
| 4   | 46.219 | SC Corinthians   | 2:1      | AD São Caetano | Morumbi  | 6. Mai 2008    | Viertelfinale Hinspiel |
| 5   | 43.086 | Atlético Mineiro | 0:0      | Botafogo FR    | Mineirão | 8. Mai 2008    | Viertelfinale Hinspiel |
| 6   | 40.000 | Botafogo FR      | 2:1      | Portuguesa     | Engenhão | 23. April 2008 | Achtelfinale Rückspiel |

### Wenigsten besuchten Spiele
| Pl. | Anzahl | Heim           | Ergebnis | Gast                | Stadion        | Datum            | Spieltag              |
| --- | ------ | -------------- | -------- | ------------------- | -------------- | ---------------- | --------------------- |
| 1   | 78     | CE Guará       | 1:3      | Nacional FC (AM)    | Boca do Jacaré | 27. Februar 2008 | 1. Runde Hinspiel     |
| 2   | 106    | AD São Caetano | 1:0      | Coritiba FC         | Brunão         | 2. April 2008    | 2. Runde Hinspiel     |
| 2   | 106    | AD São Caetano | 2:1      | Atlético Goianiense | Campanella     | 16. April 2008   | Achtelfinale Hinspiel |
| 4   | 143    | SC Ulbra       | 1:1      | Brasiliense FC      | Ulbra          | 27. Februar 2008 | 1. Runde Hinspiel     |
| 5   | 206    | CA Juventus    | 2:0      | Náutico Capibaribe  | Guimarães      | 19. März 2008    | 1. Runde Hinspiel     |
| 6   | 293    | Portuguesa     | 3:1      | SC Ulbra Ji-Paraná  | Nabizão        | 27. Februar 2008 | 1. Runde Rückspiel    |